# Doves
Pour les articles homonymes, voir Dove.
Doves est un groupe de rock alternatif britannique, originaire de Wilmslow, en Angleterre. Formé en 1998, le groupe est composé de Jimi Goodwin (bassiste, chant, guitare acoustique) et des frères jumeaux Jez Williams (batterie et chant) et Andy Williams (guitare et chant), les trois étant nés en 1970. Martin Rebelski (au clavier) est considéré comme le quatrième membre du groupe, même s'il n'en fait pas officiellement partie.
Sur scène, les différents membres du groupe n'hésitent pas à échanger leur instruments, et si Jimi Goodwin reste le chanteur principal, les deux frères Williams chantent également sur certains morceaux. Le groupe se met en pause en 2010.

## Biographie

### Origines et débuts (1985-1998)
Goodwin et les frères Williams se rencontrent pour la première fois à l'âge de 15 ans, au Lycée de Wilmslow. Goodwin joue alors de la guitare dans un groupe nommé The Risk, tandis que les Williams forment un groupe avec un ancien camarade de classe depuis trois ans déjà. Mais ce n'est qu'en 1989, après s'être rencontré une nouvelle fois à The Haçienda que les trois garçons vont former leur premier groupe ensemble, Sub Sub. 
En 1993, ils atteignent la troisième place de l'UK Singles Chart avec leur single Ain't No Love (Ain't No Use). Mais en 1996, le jour de l'anniversaire des frères Williams, leur studio d'Ancoats est réduit en cendre par un incendie. Cet accident amène le trio a abandonner leurs précédentes orientations musicales (plutôt dance) pour former un nouveau groupe de rock alternatif, en 1998, Doves.

### DeLost SoulsàKingdom of Rust(1998-2009)
Leur premier album, Lost Souls, sorti le 3 avril 2000, est nommé pour le Mercury Music Prize. Il atteint par ailleurs également la quatorzième place des charts anglais. En 2002, leur deuxième album, The Last Broadcast, est lui classé no 1. Le groupe sortira trois singles, dont There Goes the Fear, qui réussira à se placer troisième dans les charts malgré le fait qu'il soit retiré après seulement une journée. Le groupe sortira en 2003 un album de remixes et de faces B, Lost Sides, ainsi qu'un DVD, Where We're Calling from, regroupant toutes leurs clips, ainsi qu'une vidéo de leur concert enregistré à l'Eden Project en 2002.
Pour leur troisième album, le groupe se retire loin de la ville pour aller enregistrer en Écosse, non loin du Loch Ness ; pourtant, le thème de l'album sera justement la ville, l'urbanisme, le changement. D'où le nom de leur album, Some Cities, qui sort en février 2005. L'album confirme le succès de The Last Broadcast, démarrant en première position des charts anglais, et recevant de nombreuses critiques positives. Le single Black and White Town, qui précède la sortie de l'album, atteindra la sixième place des charts. À noter que le compositeur japonais Ryuichi Sakamoto a participé à la chanson The Storm.
Leur quatrième album, Kingdom of Rust, est publié le 6 avril 2009, et est classé no 2 en Angleterre. Avant sa sortie, Doves offre le morceau Jetstream en téléchargement libre sur son site web. Le 27 janvier 2009 , le groupe annonce une mini-tournée du 12 au 19 mars. Les onze morceaux de l'album sont décrits par Jez Williams de « schizophrènes, mais... aussi étrangement cohésifs. » Le 12 juillet 2009, le groupe apparait sur le stage Radio au T in the Park et au festival Latitude de Southwold. Ils jouent aussi au London Bulgarian Choir en octobre 2009.

### Pause (2010)
Le groupe explique, lors d'un entretien avec The Daily Record, s'être mis en pause,. Les membres se consacrent par la suite à leurs projets parallèles respectifs.

## Médias
Le morceau Kingdom of Rust est utilisé dans le film Bienvenue à Zombieland, et There Goes The Fear dans le film (500) jours ensemble.
Le morceau Caught by the River est utilisé dans l'épisode 2 de la saison 1 de Newport Beach, ainsi que le morceau Firesuite dans la série télévisée Dr House (épisode 15 de la saison 5).
On peut encore entendre le morceau Ambition dans l'épisode final 13 de la saison 5 de la série Queer as Folk.

## Discographie

### Albums studio
- 2000 - Lost Souls
- 2002 - The Last Broadcast
- 2004 - Some Cities
- 2009 - Kingdom of Rust
- 2020 - The Universal Want
- 2025 - Constellations for the Lonely

### Compilations / Live
- 2003 : Lost Sides (Compilation de faces B, raretés, remixes...)
- 2005 : Live at Eden (Ep 6 titres enregistré live At Eden, Cornwall le 12 juillet 2002)
- 2010 : The Places Between: The Best of Doves (Compilation)
- 2010 : Live at the Eden Sessions 2nd July 2010

### Singles
- 1999 : Here it comes
- 2000 : The cedar room
- 2000 : Catch the sun
- 2002 : There goes a fear
- 2002 : Pounding
- 2002 : Caught by the river
- 2005 : Black & white town
- 2005 : Snowden
- 2005 : Sky Starts Falling
- 2010 : Andalucia
- 2020 : Prisoners